# 韓国鉄道公社7600形ディーゼル機関車
7600形ディーゼル機関車は、韓国鉄道公社が2014年から投入した電気式ディーゼル機関車である。アメリカのGE社の輸出専用機種であるPowerHaulと呼ばれるモデルを、現代ロテムがライセンス生産するという形で製作された。

## 投入背景
大韓民国鉄道庁は、1970年代から7100・7200・7500の各形式のディーゼル機関車を、また2000年代に入り7300・7400形のディーゼル機関車を順次投入してきた。このうち、1970年代に投入された車両は、老朽化で運用が中止されたり、廃車になるなどしたが、貨物輸送に必要な車両数が減少するという困難に直面していた。そのため、韓国鉄道公社はVVVFインバーターを利用した電気式ディーゼル機関車を新規投入することにした。2014年6月16日より同年9月までの間に、7601号機～7609号機と、7611号機～7625号機の計24両が営業運転を開始しており、また7610号機は、旌善アリラン遊覧列車専用となる予定である。

## 仕様
大韓民国の特大型ディーゼル機関車は、従来はEMD社からの輸入またはそのライセンス生産となっていたが、7600形ディーゼル機関車は大韓民国で初のGEブランドの機関車として投入されたものである。GEからイギリス・トルコ・オーストラリアなどに輸出されたPowerHaulモデルの機関車と同級のものが、大韓民国の事情にあわせて製作された。

### 制御方式
従前の特大型ディーゼル機関車は、エンジンに直結された発電機から得られた電力により、6台の直流直巻電動機の結線を直列・並列に切り替えることで速度を制御していたが、この7600形では効率が優れた交流誘導電動機を使用するためにVVVFインバーターを採用した。発電された電力はインバーターを通じて三相交流に変換され、誘導電動機を駆動させる。PowerHaulモデルは従来の同等の機関車に比し、9%の燃料節減効果があり、発電制動の性能も向上した。

### エンジン
既存の特大型機関車が採用してきた2サイクルのEMD 645形エンジンに代わり、4サイクルのインタークーラーつき過給機を備えたディーゼルエンジンを本格的に採用した。このエンジンはユーロ3aクラスの排出ガス規制基準を満たしている。